# Yichun (Heilongjiang)
Yichun (伊春) é uma cidade da província de Heilongjiang, no nordeste da República Popular da China. Localiza-se nas margens do rio Songhua. Tem cerca de 883 mil habitantes. Era uma pequena localidade até à década de 1950. quando se começou a desenvolver com a exploração das florestas da zona.

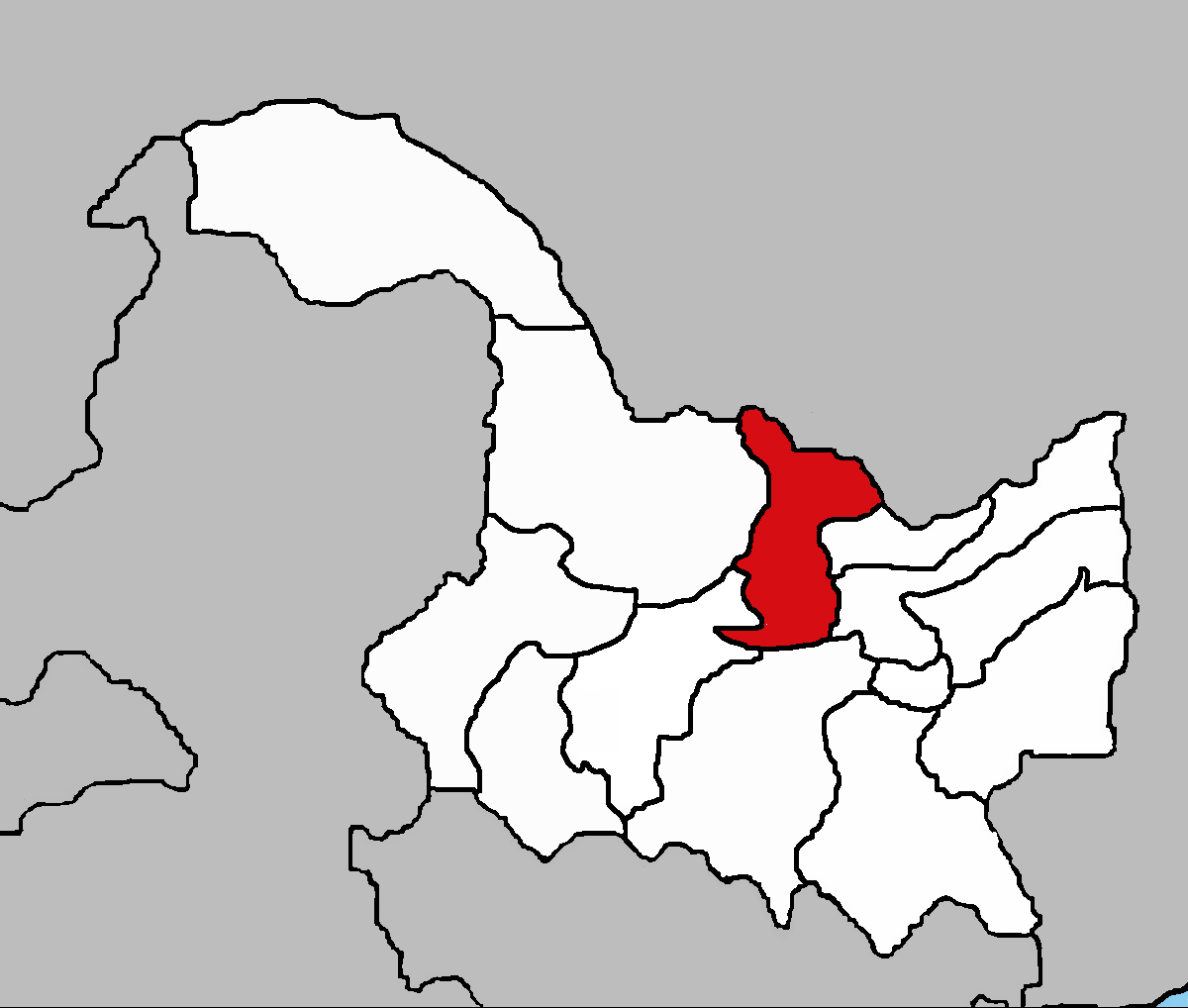
Localização